# Идеализација
Идеализација је процес придавања посебних карактеристика некој појави или особи, улепшавање и дотеривање у мислима онога што је иначе несавршено. Постављени и прихваћени идеали имају знатан утицај на понашање личности. Они садрже и одговарајући систем вредности као и емоционалну димензију. Међутим, понекада се могу јављати и као рационалне тежње.